# Верховая (Красноярский край)
Верховая — деревня в Рыбинском районе Красноярского края России. Входит в состав Бородинского сельсовета.

## История
В 1976 г. Указом Президиума ВС РСФСР деревня отделения № 3 Бородинского совхоза переименована в деревню Верховая.

## Население
| 2010 |
| ---- |
| 155  |